# Tünde Vaszi
Tünde Vaszi (née le 18 avril 1972 à Pișcolt, Roumanie) est une athlète hongroise spécialiste du saut en longueur. Elle mesure 1,71 m pour 62 kg, et était affiliée au Budapest Honvéd.

## Biographie

### Palmarès
| Date | Compétition                    | Lieu         | Résultat | Performance |
| ---- | ------------------------------ | ------------ | -------- | ----------- |
| 1998 | Championnats d'Europe          | Budapest     | 4e       | 6,82 m      |
| 1998 | Coupe du monde des nations     | Johannesburg | 5e       | 6,72 m      |
| 1999 | Championnats du monde en salle | Maebashi     | 5e       | 6,59 m      |
| 2000 | Championnats d'Europe en salle | Gand         | 5e       | 6,58 m      |
| 2000 | Jeux olympiques d'été          | Sydney       | 7e       | 6,59 m      |
| 2001 | Championnats du monde          | Edmonton     | 4e       | 6,86 m (NR) |
| 2002 | Championnats d'Europe          | Munich       | 3e       | 6,73 m      |
| 2002 | Finale du Grand Prix IAAF      | Paris        | 3e       | 6,70 m      |
| 2003 | Championnats du monde en salle | Birmingham   | 8e       | 6,39 m      |
| 2003 | Championnats du monde          | Paris        | 6e       | 6,53 m      |
| 2004 | Jeux olympiques d'été          | Athènes      | 8e       | 6,73 m      |

### Records
| Épreuve          | Performance | Lieu     | Date        |
| ---------------- | ----------- | -------- | ----------- |
| Saut en longueur | 6,86 m      | Edmonton | 7 août 2001 |